# Chiyoda, Gunma
Chiyoda (千代田町 Chiyoda-machi) là thị trấn thuộc huyện Ōra, tỉnh Gunma, Nhật Bản. Tính đến ngày 1 tháng 10 năm 2020, dân số ước tính thị trấn là 10.861 người và mật độ dân số là 500 người/km2. Tổng diện tích thị trấn là 21,73 km2.

## Địa lý

### Đô thị lân cận
- Gunma
  - Tatebayashi
  - Meiwa
  - Oizumi
  - Ōra
- Saitama
  - Kumagaya
  - Gyōda
  - Hanyū